# La princesa Cigne: El tresor encantat
La princesa Cigne: El tresor encantat  (títol original: The Swan Princess 3: The Mystery of the Enchanted Treasure) és una pel·lícula estatunidenca d'animació dirigida per Richard Rich, estrenada l'any 1998. Ha estat doblada al català.
Basat en el ballet El llac dels cignes de Tchaikovski, és la continuació del Cigne i la Princesa (1994) i El Cigne i la Princesa 2 (1997). Ės seguit per The Swan Princess Christmas l'any 2012 i The Swan Princess: A Royal Family Tale l'any 2014.

## Argument
Al regne de la princesa Odette i el príncep Derek, es prepara un festival en el qual tindran lloc diferents atraccions, competicions i degustació dels més exquisits menjars, tot això amb motiu de la commemoració de les Festes del Regne del Llac. No obstant això els seus plans estan en perill, ja que tots dos han despertat l'enveja de la terrible bruixa del bosc Zelda, la qual, encegada per la seva ira, tanca a Odette en una inexpugnable bola de foc, i a Derek li fa caure en un perillós parany. La simpàtica quadrilla formada per la Tortuga Veloç, la granota Jean Bob, l'ocell Puffin i Whizzer són l'única esperança per alliberar els prínceps i retornar la pau al Regne del Llac

## Repartiment

### Veus originals
- Michelle Nicastro: Odette
- Brian Nissen: Derek
- Katja Zoch: Zelda
- Paul Masonson: Whizzer
- Donald Prudent MacKay: Jean-Bob
- Doug Stone: Speed
- Steve Vinovich: Puffin
- Christy Landers: Queen Uberta
- Joseph Medrano: Rogers
- Owen Miller: Bromley
- Sean Wright: Rothbart

## Cançons de la pel·lícula
- It Doesn't Get Any Better Than This - Tots
- Because I Love Her - Arthur
- She's Gone - Melchior
- Bad Days Ahead - Zelda
- The Right Side - Anatole, Aldo i Rapido
- Because I Love Her [Crèdits del final] - Arthur